# Ноа Ганіфін
Ноа Ганіфін (англ. Noah Hanifin; 25 січня 1997, м. Норвуд, США) — американський хокеїст, захисник. Виступає за «Кароліна Гаррікейнс» у Національній хокейній лізі (НХЛ).
Виступав за Бостонський коледж (NCAA).
У складі молодіжної збірної США учасник чемпіонату світу 2015. У складі юніорської збірної США учасник чемпіонату світу 2014.
Досягнення
- Переможець юніорського чемпіонату світу (2014)